# ۲۰۱۱

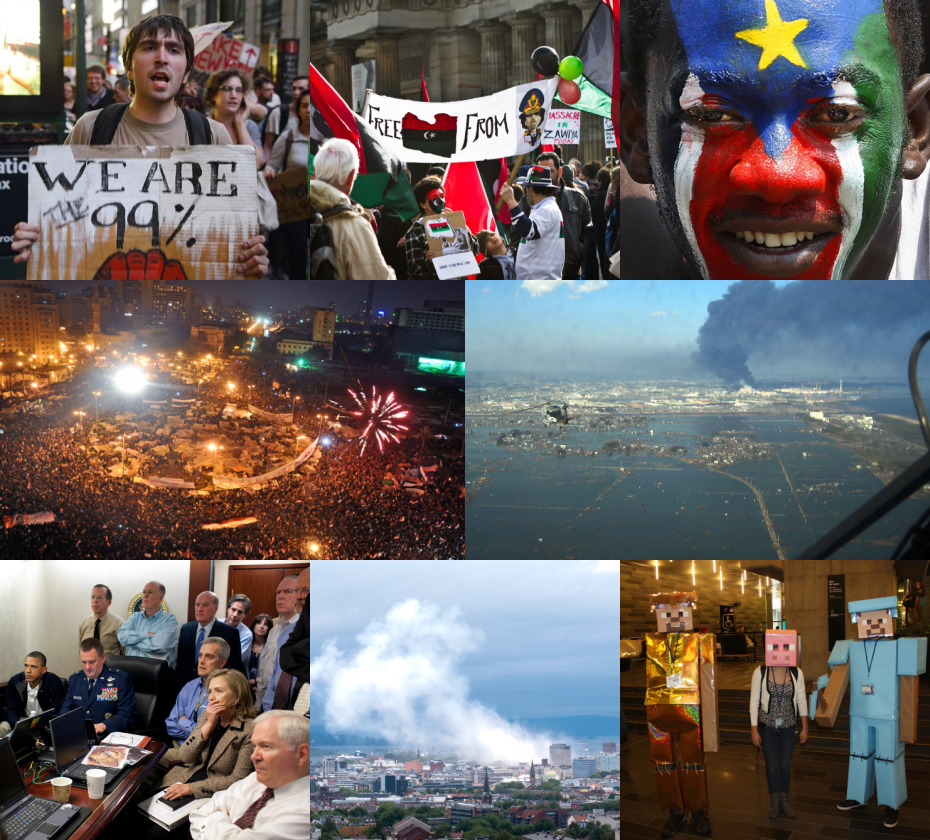

۲۰۱۱ دو هزار و یازدهمین سال تقویم میلادی و دومین سال از دههٔ ۲۰۱۰ و یازدهمین سال از ابتدای قرن بیست و یکم است. این سال در عددنویسی رومی به صورت MMXI نوشته می‌شود.

## مناسبت‌ها
- انتخاب سال ۲۰۱۱ از طرف مجمع عمومی سازمان ملل متحد به عنوان سال جهانی شیمی.[۱][۲] یونسکو مدیر برنامه‌های این مناسبت شد.[۳]
- این سال از طرف مجمع عمومی سازمان ملل متحد سال جهانی جنگل‌ها نامگذاری شد.[۴][۵]
- سال جهانی دامپزشکی

## رویدادها

### ژانویه
- ۱ ژانویه:
  - ورود استونی به منطقه یورو
  - آغاز ریاست مجارستان بر شورای اتحادیهٔ اروپا
  - دیلما روسف به عنوان رئیس جمهور برزیل تفویض شد.
  - فرانسه ریاست گروه هشت را بر عهده گرفت.
  - لیتوانی ریاست سازمان امنیت و همکاری اروپا را کسب کرد.
  - شهرهای تالین و تورکو برای پایتخت فرهنگی اروپا نامزد شدند.
  - در ایالات متحده نامزدیِ عضویت در مجلس نمایندگان آغاز شد که با انتخاباتی در تاریخ ۲ نوامبر تشکیل می‌شود.
  - در پیتسبورگ در ایالت پنسیلوانیا آمریکا، چهارمین لیگ ملی هاکی روی یخ برگزار شد.
- ۹ ژانویه:
  - محمد بوعزیزی دستفروش خیابانی تونسی در اعتراض به دولت دست به خودسوزی زد که منجر مرگ او شد. این عمل موجب آغاز انقلاب در تونس و سایر کشورهای عربی موسوم به بهار عربی شد.
  - ۹ ژانویه - در سودان جنوبی یک همه‌پرسی برای استقلال برگزار شد. که به تشکیل کشور جدید سودان جنوبی در ماه جولای منجر شد.
- ۱۱ ژانویه - وقوع سیل و جریان گل و لای در ایالت ریودوژانیرو برزیل ۹۰۳ نفر را کشت.
- ۱۳ تا ۳۱ ژانویه - برگزاری مسابقات هندبال قهرمانی جهان در سوئد
- ۱۴ ژانویه - پس یک ماه اعتراضات فزاینده خشن در تونس علیه دولت رئیس‌جمهور زین العابدین بن علی پس از ۲۳ سال حکومت به عربستان سعودی گریخت.[۶]
- ژانویه - در پی یک بمب‌گذاری در فرودگاه بین‌المللی دوموددووو، ۳۷ نفر کشته و بیش از ۱۸۰ نفر مجروح شدند.
- ۲۶ ژانویه - آغاز جنگ داخلی سوریه

### فوریه
- ۱۱ فوریه – در پی اعتراضات در جنوب غربی آسیا و شمال آفریقا، حسنی مبارک بعد از انقلاب مردم مصر از ریاست جمهوری دست کشید و اختیار مصر تا برگزاری انتخابات به دست نیروهای مسلح این کشور افتاد.[۷]
- ۲۲ فوریه تا ۱۴ مارس - در پی بهار عربی و مشکل در صادرات نفت لیبی قیمت نفت خام ۲۰٪ افزایش یافت. این افزایش قیمت ایجاد دو هفته‌ای بحران انرژی شد.

### مارس
- ۱۱ مارس - زلزلهٔ ۹٫۱ ریشتری[۸] و سونامی متعاقب آن در توهوکو شرق ژاپن، حدود ۱۵٫۸۴۰ کشته و ۳٫۹۲۶ مفقود شده برجای گذاشت و باعث بروز چند حادثهٔ اتمی در ژاپن شد.[۹]
- ۱۳ مارس-ترور ابراهیم تاتلیسس خواننده بزرگ ترکیه از لحظه خروج در برنامه ایبو شو از شبکه بیاض تی وی ترکیه در منطقه شیشلی استان استابنول
- ۱۵ مارس:
  - حمد بن عیسی آل خلیفه پادشاه بحرین در اثر اعتراضات مردمی در طی بهار عربی سه ماه وضعیت اضطراری اعلام کرد و متعاقبا نیروهای وابسته به شورای همکاری کشورهای عرب خلیج فارس وارد بحرین شدند.
  - به دنبال بهار عربی و اعتراضات مردمی علیه دولت جنگ داخلی سوریه آغاز شد.
- ۱۷ مارس - در طی جنگ داخلی لیبی در پی بهار عربی شورای امنیت سازمان ملل متحد به اتفاق آرا به ایجاد منطقه پرواز ممنوع بر فراز لیبی رأی داد. این تصمیم در پی متهم شدن حکومت این کشور در حمله هوایی به غیرنظامیان گرفته شد.
- ۱۹ مارس - در طی جنگ داخلی لیبی در پی بهار عربی و قدرت گرفتن قوای وفادار به سرهنگ قذافی رهبر این کشور علیه مخالفان مسلح هواپیماهای شناسایی فرانسوی در پی قطعنامه ۱۹۷۳ شورای امنیت سازمان ملل متحد وارد لیبی شدند.

### آوریل
- ۱۱ آوریل - با دستگیر شدن لوران باگبو رئیس‌جمهور سابق ساحل عاج در خانه‌اش واقع در شهر آبیجان توسط نیروهای وفادار به آلاسان واتارا رئیس‌جمهور منتخب انتخابات ریاست جمهوری با حمایت قوای فرانسوی بحران و جنگ داخلی این کشور خاتمه یافت.

### می
- ۲ مه - باراک اوباما رئیس‌جمهور آمریکا رسما کشته شدن اسامه بن لادن مؤسس و رهبر القاعده توسط آمریکایی در پاکستان را اعلام کرد.
- ۲۶ مه - راتکو ملادیچ فرمانده نظامی صرب بوسنیایی که متهم به نسل‌کشی، جنایت جنگی و جنایت علیه بشریت تحت پیگرد بود، در صربستان دستگیر شد.

## رخدادهای نجومی

### خورشیدگرفتگی
- ۴ ژانویه مصادف با سه‌شنبه ۱۴ دی ۱۳۸۹ - خورشیدگرفتگی جزئی قابل مشاهده در اروپا، شمال آفریقا و آسیا[۱۰][۱۱]
- ۱ ژوئن مصادف با چهارشنبه ۱۱ خرداد - خورشیدگرفتگی جزئی قابل مشاهده در ایسلند، شمال کانادا و شمال آسیا و گرینلند
- ۱ جولای مصادف با جمعه ۱۰ تیر - خورشیدگرفتگی جزئی قابل مشاهده در جنوب اقیانوس هند و مناطق نزدیک به قاره قطب جنوب
- ۲۵ نوامبر مصادف با جمعه ۴ آذر - خورشیدگرفتگی جزئی قابل مشاهده در جنوب غربی آفریقای جنوبی، قاره قطب جنوب، جزایر جنوب استرالیا  و همچنین نیوزلند.

### ماه‌گرفتگی
- ۱۵ ژوئن مصادف با چهارشنبه ۲۵ خرداد - ماه‌گرفتگی کلی نادری که در آن، ماه از نزدیکی مرکز سایهٔ زمین عبور می‌کند.
  - قابل مشاهده در آفریقا و آسیای مرکزی در شب؛ آمریکای جنوبی، شرق آفریقا و اروپا در هنگام طلوع

آخرین باری که ماه از نزدیکی سایهٔ زمین در فضا گذر کرد ۱۶ جولای ۲۰۰۰ بود و گذر مرکزی بعدی در ۲۷ جولای ۲۰۱۸ بود.
- ۱۰ دسامبر مصادف با شنبه ۱۹ آذر - ماه‌گرفتگی کلی قابل مشاهده در تمامی اوراسیا و استرالیا

## درگذشتگان

### ژانویه
- ۴ ژانویه - محمد بوعزیزی، دست‌فروش تونسی
- ۹ ژانویه - پیتر یاتز، کارگردان و تهیه‌کننده انگلیسی
- ۳۰ ژانویه - جان بری، آهنگساز فیلم و رهبر ارکستر بریتانیایی

### فوریه
- ۶ فوریه - گری مور، آهنگ‌ساز، گیتاریست و خواننده اهل ایرلند شمالی و پیشرو سبک بلوز-راک در جهان
- ۱۲ فوریه - پتر آلکساندر، خواننده و بازیگر اتریشی
- ۲۸ فوریه - آنی ژیراردو، بازیگر فرانسوی

### مارس
- ۱۵ مارس - نیت داگ، خواننده هیپ‌هاپ و موسیقی‌دان آمریکایی
- ۲۳ مارس - الیزابت تیلور، بازیگر آمریکایی
- ۲۶ مارس - جرالدینه فرارو، حقوق‌دان و سیاست‌مدار آمریکایی و عضو مجلس نمایندگان ایالات متحده

### آوریل
- ۸ آوریل - سیدنی لومت، کارگردان سرشناس آمریکایی
- ۱۵ آوریل - ویتوریو آریگونی، نویسنده، گزارش‌گر و فعال ایتالیایی
- ۲۰ آوریل - تیم هترینگتن، عکاس خبری و مستندساز بریتانیایی-آمریکایی
- ۲۴ آوریل - ساتیا سای بابا، مدعی خداگونگی تجسم خداوند (اوتار) اهل هندوستان
- ۳۰ آوریل - ارنستو ساباتو نویسنده و رمان‌نویس آرژانتینی
- ۳۰ آوریل - سیف العرب قذافی، ششمین و آخرین پسر معمر قذافی رهبر لیبی

### مه
- ۲ مه - اسامه بن لادن، بنیان‌گذار و رهبر گروه تروریستی القاعد
- ۲۳ مه - پیتر فالک، بازیگر آمریکایی و ایفاگر نقش ستوان کلمبو در مجموعه تلویزیونی کلمبو

### ژوئن
- ۳ ژوئن - جک کورکيان، پاتولوژیست، نقاش، آهنگساز و نوازنده آمریکایی-ارمنی
- ۷ ژوئن - خورخه سمپرون، نویسنده و سیاست‌مدار اسپانیایی
- ۱۷ ژوئن – لئو فان دونگن، دوچرخه‌سوار اهل هلند (ز. ۱۹۴۲)
- ۱۸ ژوئن - یلنا بونر، فعال حقوق بشر در اتحاد شوروی و  همسر آندره ساخاروف

### ژوئیه
- ۲۰ ژوئیه - لوسین فروید، نقاش بریتانیایی متولد آلمان
- ۲۳ ژوئیه - ایمی واینهاوس، خواننده و ترانه‌سرای بریتانیایی
- ۲۵ ژوئیه - رائول روئیز، سینماگر شیلیایی-فرانسوی

### اکتبر
- ۵ اکتبر - استیو جابز، بنیان‌گذار و رئیس پیشین شرکت اپل درگذشت.